# Klych López
Klych López (Valle del Cauca, Colombia) es un director de cine y televisión colombiano.

## Biografía
Klych estudió publicidad y luego guion avanzado en la escuela de cine de San Antonio de los Baños, Cuba. Fue director creativo del canal Citytv. Se ha desempeñado como director de comerciales y videos musicales para agrupaciones como Doctor Krápula, Alerta, entre otros.
En 2004 gana la convocatoria del Fondo para el Desarrollo Cinematográfico de Colombia, lo que le permite la realización del cortometraje Ciudad crónica. En 2007, forma parte del grupo Agreste Producciones junto a Federico Castillo y Vanessa Velásquez, quienes ganan la primera edición colombiana del reality show Proyecto 48 del canal de televisión TNT con el guion del cortometraje Collar de perlas.
En 2011 dirige la serie de televisión Correo de inocentes junto a Felipe Cano, por la cual reciben el Premio India Catalina a la mejor dirección de serie. También ha participado en la dirección de El capo 2 (2012), La promesa (2013) y La ronca de oro (2014).

## Filmografía
| Año  | Producción          | Notas        |
| ---- | ------------------- | ------------ |
| 2007 | Collar de perlas    | Cortometraje |
| 2011 | Correo de inocentes |              |
| 2012 | El capo 2           |              |
| 2013 | La promesa          |              |
| 2014 | Fugitivos           |              |
| 2014 | La ronca de oro     |              |
| 2015 | Siempreviva         |              |
| 2017 | 7ún3l               | Cortometraje |
| 2017 | Tarde lo conocí     |              |
| 2022 | A grito herido      |              |
| 2023 | Perfil falso        |              |

## Reconocimientos
| Año  | Premio                        | Categoría                                                                    | Producción          | Resultado |
| ---- | ----------------------------- | ---------------------------------------------------------------------------- | ------------------- | --------- |
| 2012 | XXVIII Premios India Catalina | Mejor dirección de serie (compartido con Felipe Cano)                        | Correo de inocentes | Ganadores |
| 2013 | XXIX Premios India Catalina   | Mejor dirección de serie (compartido con Lilo Vilaplana y Ricardo Gabrielli) | El capo 2           | Nominados |
| 2014 | XXX Premios India Catalina    | Mejor dirección de serie (compartido con Liliana Bocanegra)                  | La promesa          | Nominados |
| 2015 | XXXI Premios India Catalina   | Mejor dirección de telenovela o serie (compartido con Liliana Bocanegra)     | La ronca de oro     | Nominados |
| 2017 | VI Premios Macondo            | Mejor cortometraje                                                           | 7ún3l               | Ganador   |